# Cormot-Vauchignon
Cormot-Vauchignon es una comuna nueva francesa situada en el departamento de Côte-d'Or, en la región de Borgoña-Franco Condado.
Fue creada el 1 de enero de 2017, en aplicación de una resolución del prefecto de Côte-d'Or del 2 de diciembre de 2016 con la unión de las comunas de Cormot-le-Grand y Vauchignon, pasando a estar el ayuntamiento en la antigua comuna de Cormot-le-Grand.

## Demografía
| Gráfica de evolución demográfica de Cormot-Vauchignon entre 1800 y 2019 |
|                                                                         |

Los datos entre 1800 y 2013 son el resultado de sumar los parciales de las dos comunas que forman la nueva comuna de Cormot-Vauchignon, cuyos datos se han cogido de 1800 a 1999, para las comunas de Cormot-le-Grand y Vauchignon, de la página francesa EHESS/Cassini. Los demás datos se han cogido de la página del INSEE.

## Composición
| Comuna delegada | Código INSEE | Población (2013) | Superficie (km²) | Densidad (hab./km²) |
| --------------- | ------------ | ---------------- | ---------------- | ------------------- |
| Cormot-le-Grand | 21195        | 149              | 5.88             | 25                  |
| Vauchignon      | 21658        | 42               | 4.24             | 10                  |